# Maria Antonietta Beluzzi

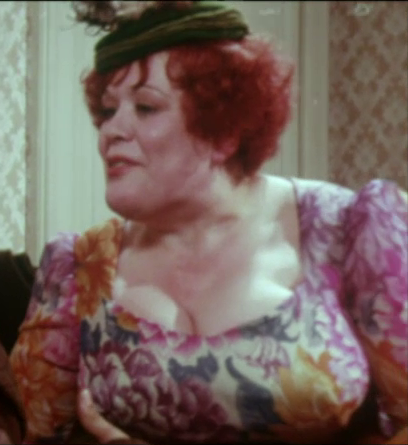
Maria Antonietta Beluzzi 1975 im Film "Il giustiziere di mezzogiorno"

Maria Antonietta Beluzzi (* 26. Juli 1930 in Bologna; † 9. August 1997 ebenda) war eine italienische Schauspielerin.

## Leben
Beluzzi war in den 1960er und 1970er Jahren in einigen wenigen italienischen Spielfilmen zu sehen; in die Filmgeschichte ging sie durch ihre Nebenrolle in Federico Fellinis autobiographisch geprägten Film Amarcord (1973) ein. Hier spielt sie eine namenlose, vollschlanke Tabakhändlerin (la tabaccaia), die den Protagonisten Titta (gespielt von einem jungen Bruno Zanin) erst herausfordert, sie hochzuheben, und ihm darauf in einem Anflug lustvoller Hemmungslosigkeit ihre monumentalen Brüste ins Gesicht presst. Beluzzis Auftritt wird ebenso wie Anita Ekbergs denkwürdiges Bad in der Fontana di Trevi (in La Dolce Vita) oftmals als Beleg für Fellinis Vorliebe für „Vollweiber“ angeführt. Dass gerade Beluzzi mit ihrem enormen, fast grotesk wirkenden Busen für diese Szene gecastet wurde, erklärt sich David Rakoff damit, dass Amarcord (wörtlich „Ich erinnere mich“) letztlich ein Rückblick auf die Zeit der Pubertät, also des Erwachens der Sexualität, ist; Beluzzis in Angora gehüllte Brüste – zunächst „unnachgiebig wie ein Kontinentalschelf“ und gleich einem Bauwerk von Frank Gehry in einem unwahrscheinlichen Winkel von ihrem Rumpf auskragend, einem nichtnewtonschen Fluid gleich aber auch unerwartet plastisch und formbar – stellten damit geradezu ein hypertrophes Ideal der weiblichen Brust dar, ein Sinnbild der Mütterlichkeit (italienisch mamma bedeutet sowohl „Mutter“ als auch „Busen“). Beluzzis Darbietung ist auch ein wiederkehrendes Thema in John Irvings Roman Until I Find You (2005).

## Filmografie
- 1963: Achteinhalb (8 ½)
- 1963: La vita provvisoria
- 1973: Amarcord
- 1974: L'erotomane
- 1974: Verspielte Nächte und Tage (Il piatto piange)
- 1975: Di che segno sei?
- 1975: Il giustiziere di mezzogiorno
- 1976: Per amore di Cesarina
- 1976: Stella – einem Stern gewidmet (Dedicato a una stella)
- 1978: L'inquilina del piano di sopra